# Автокатализ
Автокатализ — катализ химической реакции одним из её продуктов или исходных веществ.
Автокатализ есть явление, отличающееся от других видов катализа: он не является катализом в полном смысле слова, так как количество катализатора, по определению, не должно изменяться, а продукт (автокатализатор) в системе накапливается.
Элементарная схема автокатализа имеет вид: А + Р → 2Р. Тогда скорость прямой реакции выражается как:
{\displaystyle r={\frac {d[P]}{dt}}=k[A][P]},
где r — скорость реакции, [A], [P] — концентрации, k — константа скорости.
Если реакция происходит в закрытой системе, то сумма концентраций А и Р в любой момент времени постоянна и равна сумме начальных концентраций: [А] + [Р] = [А]о + [Р]о. Используя это соотношение, перепишем кинетическое уравнение следующим образом:
{\displaystyle {\frac {d[P]}{dt}}=k([A]_{0}+[P]_{0}-[P])[P]}
Это уравнение имеет точное решение. Найдем его методом разделения переменных:
{\displaystyle [P]={\frac {[A]_{0}+[P]_{0}}{1+e^{-([A]_{0}+[P]_{0})kt}}}},
где t — время.
Решение удовлетворяет условиям: [P](0) = [Р]о; [P](∞) = [А]о + [Р]о. График решения — сигмоида, что является признаком каталитической реакции.
Изначально реакция идёт медленно, так как начально количество продукта мало́. С ходом реакции и накоплением продукта P скорость реакции увеличивается, достигает максимума, и начинает убывать по мере расхода A.
В открытой системе можно поддерживать концентрацию компонента A постоянной, добавляя его в реакционную среду. Тогда [А] = [А]о, и решение уравнения — экспоненциальная функция (t — время):
{\displaystyle [P]=[P]_{0}e^{[A]_{0}kt}}
Скорость реакции и концентрация P будут расти, пока в систему поступает реагент A.
Одним из наиболее широко известных примеров автокатализа является окисление щавелевой кислоты перманганатом:
2MnO4− + 5C2O42− + 16H+ = 2Mn2+ + 10CO2 + 8H2O
Катализатором этой реакции являются ионы Mn2+. При комнатной температуре эта реакция вначале протекает медленно, но по мере накопления в растворе продукта-катализатора, она ускоряется.
Автокатализ играет ключевую роль в эволюционной химии, поскольку реакция, катализируемая собственными продуктами, получает преимущество перед реакциями, получающими катализатор извне (тем более — перед некаталитическими реакциями), что создает условия для естественного отбора.